# Porturi (Bremen)
Porturi (Bremen) este un sector al orașului hanseatic Bremen situat de-a lungul fluviului Weser care aparține teritorial de  sectorul Centru al orașului iar centrul administrativ se află în West.

Intrarea în port

## Galerie de imagini

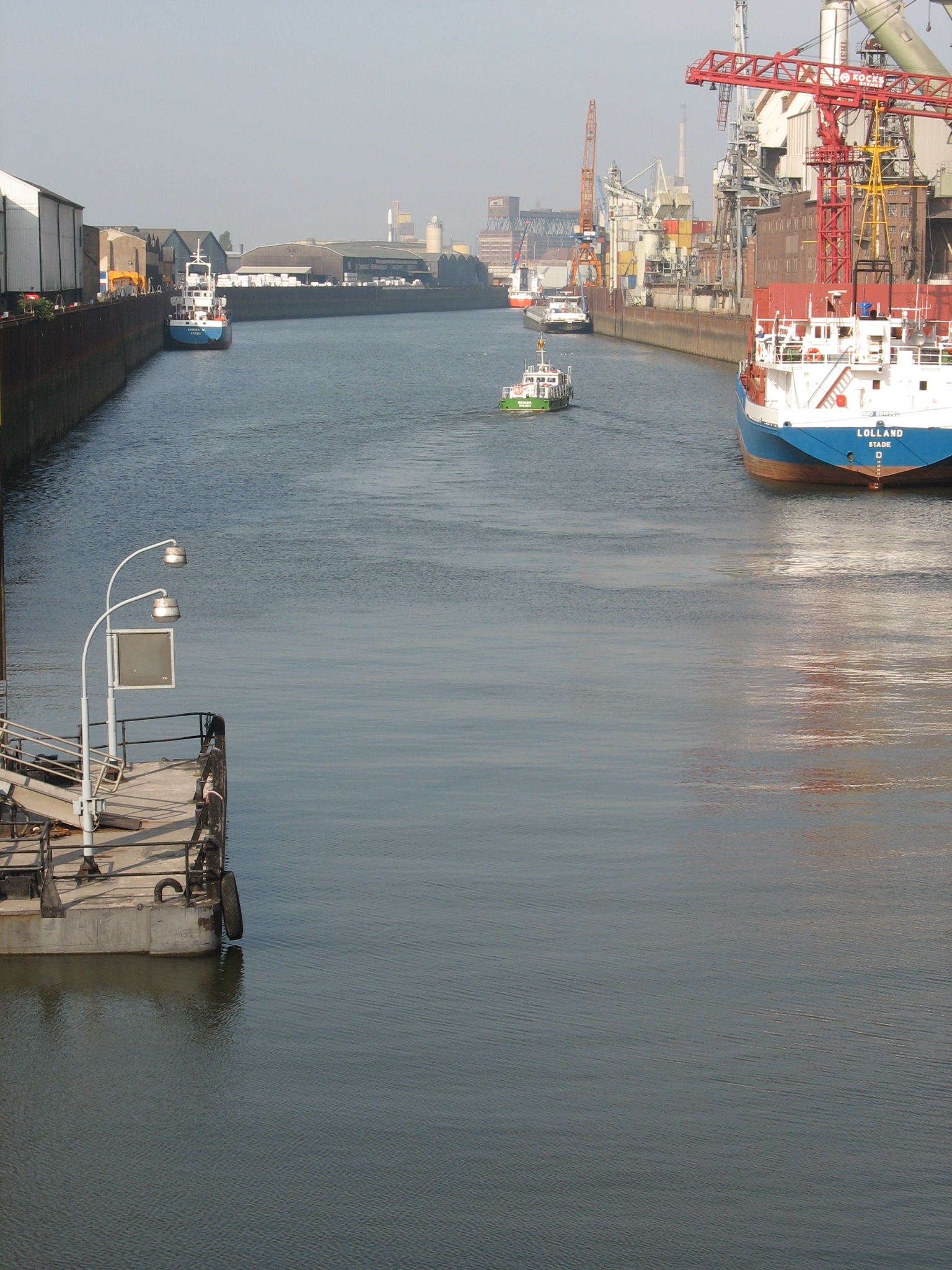
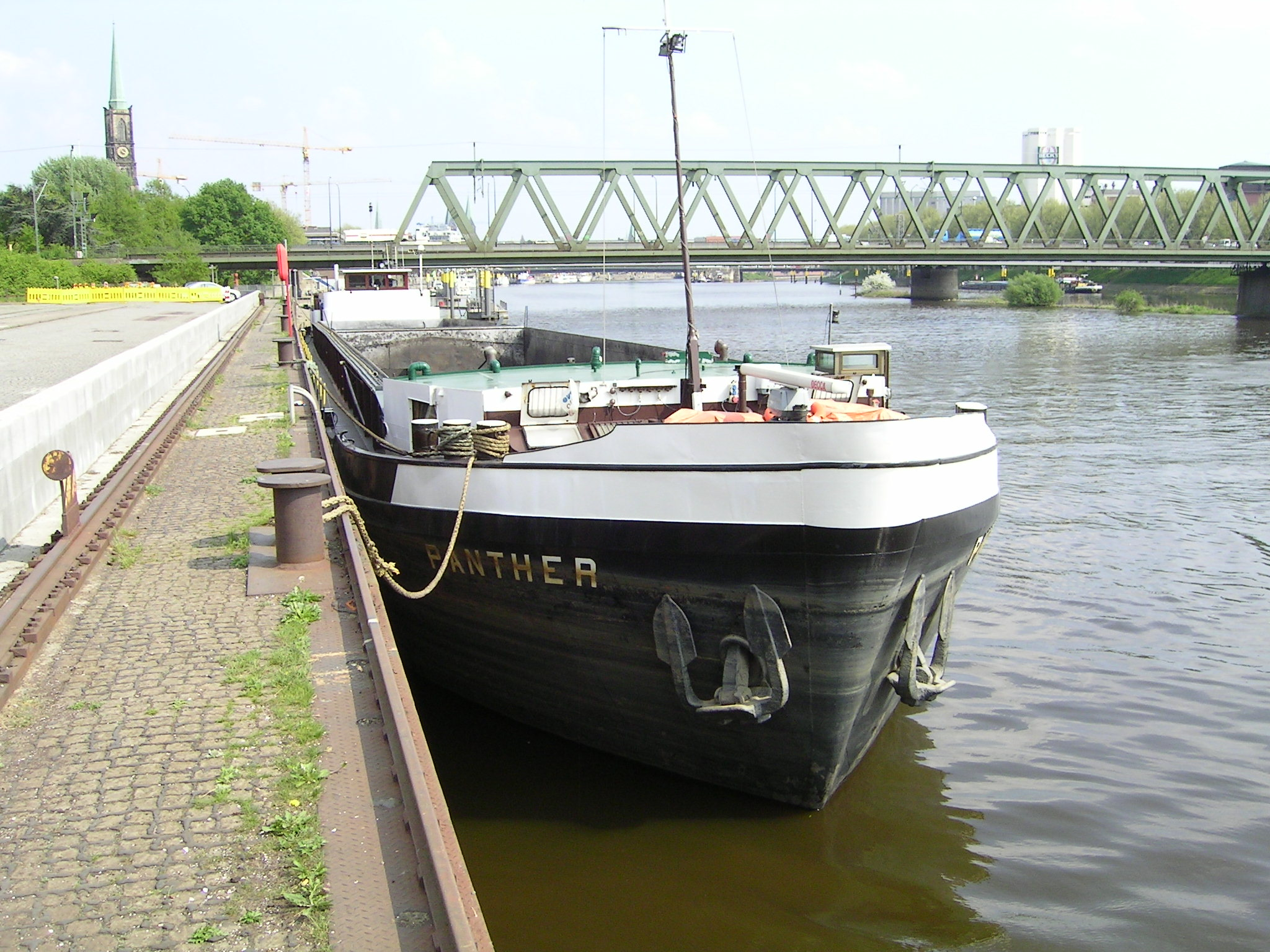
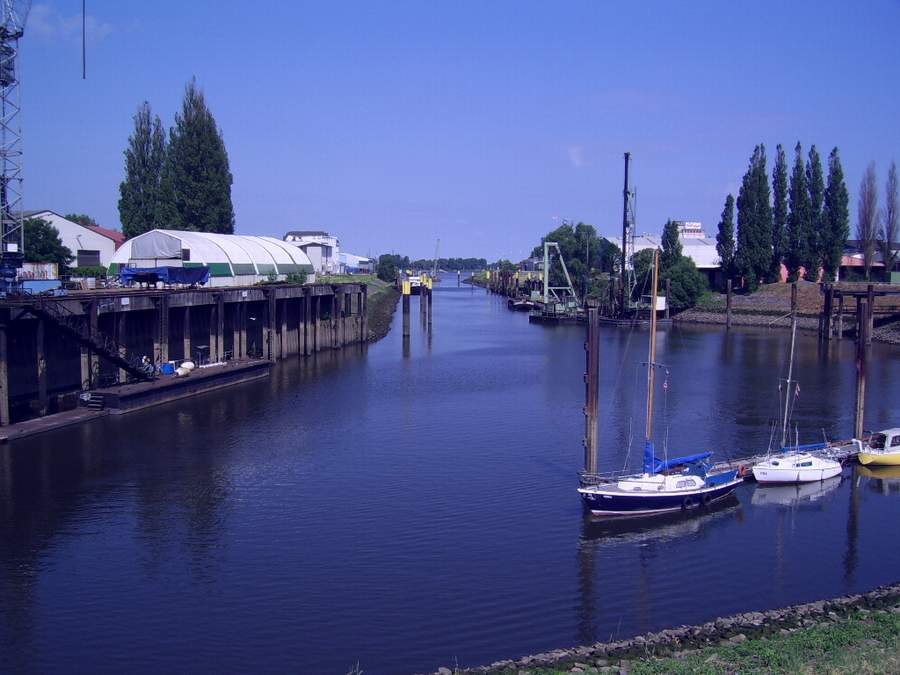
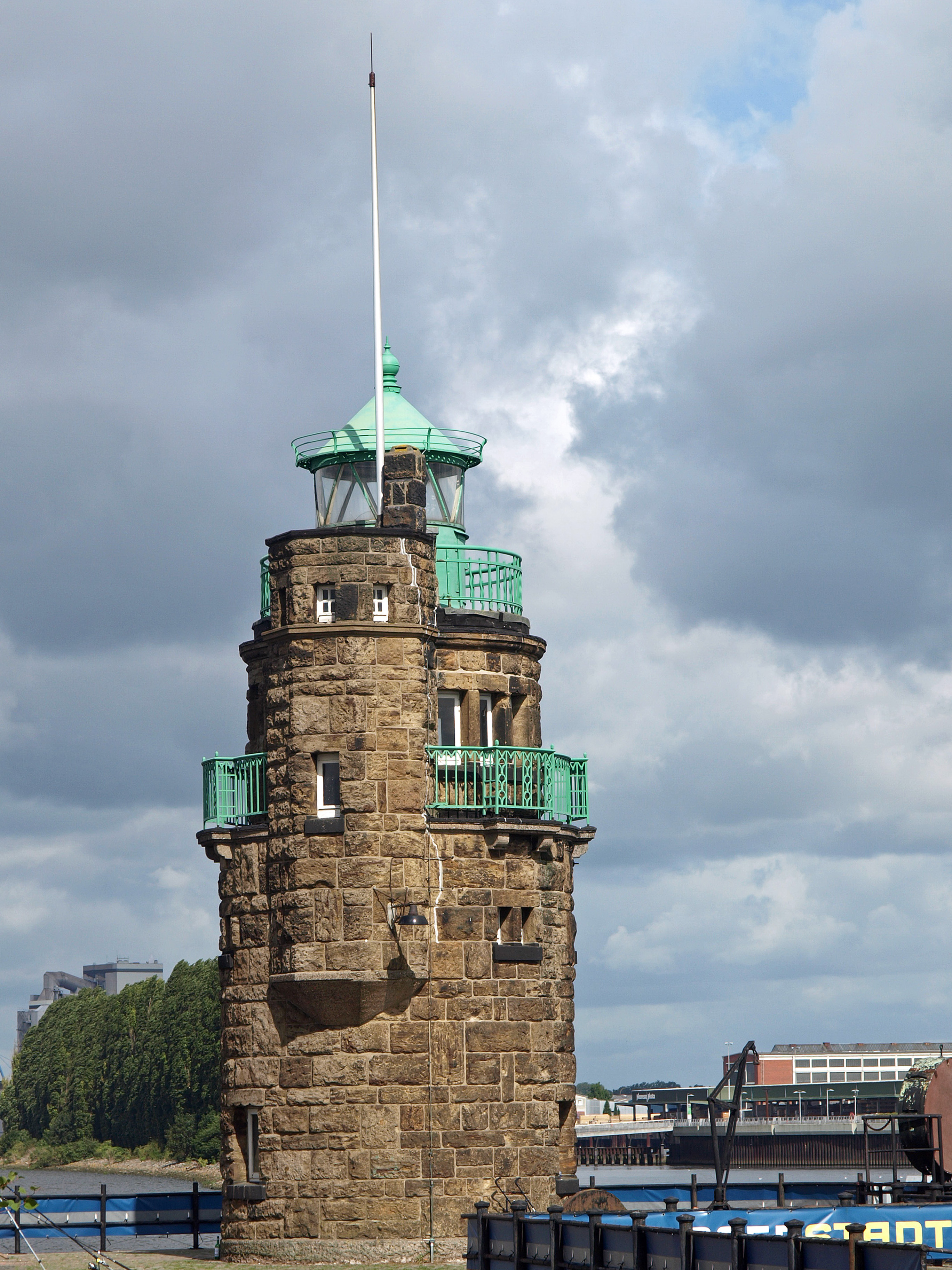